# Ashton Moore
Pour les articles homonymes, voir Moore.
Ashton Moore, née le 31 mars 1976 à Newport Beach, est une actrice de films pornographiques américaine spécialisée dans les scènes lesbiennes.

## Biographie
Bien qu'elle soit née en Californie, elle fut élevée à Scottsdale dans l'Arizona, ville où elle réside aujourd'hui. Après être sortie du lycée, Moore commença à travailler comme femme de chambre dans un club de striptease. En principe, elle ne travaillait que comme femme de chambre (puisqu'elle ne voulait pas être stripteaseuse), mais elle commença le striptease peu de temps après. Très peu de temps après, elle rencontra son actuel mari, Jay, avec lequel elle a eu deux fils.
Un jour, Ashton et son mari ont vu un concours de bikinis à la télévision et Ashton décida qu'elle voulait se présenter à un de ces concours. Elle envoya des photos d'elle aux organisateurs du concours Hot Body International retransmis à la télévision en pay-per-view. Elle fut acceptée au concours et le remporta. Après cette apparition, un agent s'est intéressé à elle et lui a offert du travail comme modèle érotique. Elle a commencé à poser pour la photographe Suze Randall et est apparue dans des revues comme Club, Cheri, High Society et Penthouse, ce qui lui a donné des contacts avec l'industrie pornographique.
En 1998, elle décida qu'en plus d'être modèle, elle voulait devenir actrice porno. Elle signa un contrat d'exclusivité avec le studio Adam & Eve. Peu de temps après, elle décida de se retirer puisqu'elle ne se sentait pas très à l'aise en tournant des scènes hétérosexuelles. Par la suite, elle décida de revenir dans le X en signant un contrat d'exclusivité avec le studio Jill Kelly Productions le 1er janvier 2002 dans lequel il était dit qu'elle ne tournerait que dans des scènes lesbiennes. Elle a tourné dans de nombreux films pour ce studio, seulement dans des scènes lesbiennes, sauf une scène avec son mari alors que le contrat était toujours en vigueur. Son contrat avec Jill Kelly Productions expira fin 2004 et Moore décida de ne pas le renouveler bien qu'elle souhaitât continuer à travailler comme actrice porno.
Alors qu'elle discutait avec son amie, l'actrice porno Jenna Jameson, cette dernière lui avoua qu'elle cherchait des actrices auxquelles elles pourrait faire signer des contrats d'exclusivité avec son studio Club Jenna. Jenna lui offrit alors un contrat avec son studio. Moore accepta de signer le 1er mars 2005 un contrat de deux ans et donna même son accord pour tourner à nouveau des scènes hétérosexuelles. Le 2 mai 2007, Club Jenna annonça que le contrat ne serait pas renouvelé.

## Filmographie sélective
- 1998 : Naked Truth
- 1999 : Scent Of Passion
- 2000 : Signature Series 1: Asia Carrera
- 2001 : Haven's Heaven
- 2002 : Blonde On Blonde
- 2003 : Fem Tango
- 2004 : Ashton's Auditions 3
- 2005 : Krystal Therapy
- 2006 : Jenna's Provocateur - Ashton Moore
- 2006 : Ashton Asylum
- 2007 : Ashton's Anarchy
- 2008 : Strap On Lesbos
- 2009 : More Bang For The Buckxxx 2
- 2010 : Ashton Loves Jenna
- 2012 : Legendary Lesbians